# Droit mannois
Le droit mannois, aussi appelé droit coutumier mannois, est une forme de common law  appliqué dans l'île de Man. Le droit mannois est dérivé des lois gael de Brehon et des lois norroises de Udal. Le droit mannois s'est développé avec la forte influence de la common law britannique et éléments restant des lois de Brehon et de Udal sont principalement liés au droit de la propriété et au droit constitutionnel.

## Sources du droit

### Lois
Les lois de l'île de Man ont deux origines principales : les lois du Tynwald (appelée « législation insulaire ») et les lois du Parlement britannique.
La capacité du Parlement anglais de légiférer directement pour l'île de Man est ancienne et date d'avant l'achat de l'île par la Couronne britannique en 1765. Parmi les exemples de lois anglaises qui étaient appliquées dans l'île de Man se trouve le Bishoprics of Chester and Man Act 1541, qui rattacha le diocèse de Sodor et Man à la province d'York. La décision rendue dans l'affaire Derby Dower en 1523 clarifia l'étendue des statuts britanniques à l'île de Man, déclarant qu'une référence à l'île devait être faite : « aucune loi générale du parlement ne s'étend sur l'île, mais celles qui précisent son nom peuvent s'y étendre ».
L'exigence d'avoir une référence explicite à l'île de Man dans les lois du Parlement britannique fut rejetée par la Division du personnel du Gouvernement dans l'affaire Attorney-General v Harris & Mylrea en 1894 quand les juges statuèrent que la simple intention du Parlement d'étendre l'application de l'acte à l'île de Man était suffisante.
Par conséquent, le droit anglais (et plus tard britannique) ne s'applique pas par défaut à l'île de Man. Dans la plupart des cas, elles seront spécifiquement appliquée dans l'île (fait aujourd'hui au moyen d'un décret en conseil), et cela est fait de manière coutumière avec le consentement et l'approbation du Tynwald. Selon le Comité judiciaire du Conseil privé, dans une décision William Christian's du 5 août 1663, que les lois du Parlement peuvent aussi s'appliquer automatiquement à l'île de Man par « implication nécessaire » (« necessary implication »).
Aujourd'hui, les lois du Parlement sont adoptées de nouveau par le Tynwald afin d'évider les doublons inutiles, ou lorsqu'un aspect international est en jeu (car le Royaume-Uni est responsable des affaires extérieures de l'île).

#### Relations entre le droit britannique et le droit insulaire
La relation entre les lois du Tynwald et le Parlement ne sont pas claires. Pendant longtemps et jusqu'à récemment, les lois du Parlement était la loi suprême de l'île de Man. Les juridictions mannoises refusaient d'appliquer les lois du Tynwald contraire aux lois du Parlement applicables à l'île, même si les lois du Tynwald étaient plus récentes.

« On ne prétend pas que le législateur de l'île, si une loi ou un acte impérial s'applique à l'île dans sa totalité ou en partie, pourrait adopter une quelconque limitation ou altération de cette application. »

— Jugement du Deemster Farrant à Re Robinson 1936.

« Les trois [dépendances de la Couronne] bénéficient à volonté de leur privilèges constitutionnels. Ceux-ci peuvent prendre fin à tout moment par une loi du Parlement impérial. Le Parlement a aussi le pouvoir d'imposer des charges sur eux, et incidemment, d'imposer une législation financière les concernant, quelles que soient les objections constitutionnelles ou politiques qu'il pourrait y avoir. »

— Déclaration du HM Treasury, 1925
Depuis les années 1980, la Division du personnel du Gouvernement changea peu à peu sa position et commença à considérer qu'il n'y avait pas de hiérarchie des actes législatif. Le Tynwald et le Parlement ne sont donc plus considérés comme concurrents mais comme étant égaux. Ce changement de pratique n'a pas encore été soulevé devant le Conseil privé.

#### Principales différences
En dépit d'une forte influence anglaise sur le droit mannois, l'île a peu à peu prit ses distances.
Par le passé, les principales différences ont été :
- la peine de mort pour meurtre (abolie en 1973 au Royaume-Uni et en 1993 sur l'île de Man[2]. Cependant, après 1973 le Royaume-Uni avait pour politique de bloquer toutes les exécutions).
- le droit de vote des femmes (en 1881 sur l'île de Man et en 1928 au Royaume-Uni).
- l'usage de la verge à la suite d'une décision d'un tribunal (abolie en 1947 au Royaume-Uni et en 2000 sur l'île de Man. Un garçon de 13 ans, condamné après le vol de 10 pence à un autre enfant, fut le dernier cas d'exécution de la sentence sur un mineur en mai 1971[3]).
- la sodomie (légalisée en 1967 au Royaume-Uni et en 1992 sur l'île de Man).
- la limitation de vitesse : l'île a des lois régissant les limitations de vitesses (de manière similaire au Royaume-Uni), cependant plus de la moitié de ses routes sont dérèglementées, c'est-à-dire sans limite de vitesse.
- l'imposition : techniquement, les lois sur l'imposition sont relativement similaires. Cependant, les taux d'imposition sont plus bas sur l'île de Man. Il n'y a pas d'impôt sur les entreprises, pas d'impôts sur les gains du capital, pas d'impôt sur les successions, et un taux marginal supérieur de l'impôt sur le revenu de 20 %[réf. nécessaire]

### Jurisprudence
Le droit mannois a un système distinct de jurisprudence insulaire contraignante basée sur les affaires portées devant les juridictions de l'île. Cependant, les précédents des juridictions anglaises, quand ils sont pertinentes et applicables, ont un effet persuasif sur les courts mannoises. La Cour suprême de l'île de Man est aussi le Comité judiciaire du Conseil privé. La Cour d'appel de l'île est la Division du personnel du Gouvernement qui compte deux juges, appelés deemsters, dont les décisions sont ajoutées à la décision originale.